# Delahaye
La Delahaye è stata una casa automobilistica francese attiva dal 1895 al 1954.

## Storia

### Gli albori
La nascita della Delahaye si deve ad Émile Delahaye, che fondò la casa nella città francese di Tours, dove lo stesso fondatore nacque il 16 ottobre del 1843. Qui, Émile Delahaye aveva cominciato a lavorare già alla fine degli anni '70 del XIX secolo come direttore, quando l'azienda si occupava della produzione di forni per la cottura della ceramica. Poco tempo dopo, Émile Delahaye rilevò l'azienda, a cui diede il proprio cognome, e la indirizzò dapprima verso la produzione di mattoni e successivamente verso la produzione di macchine a vapore, forte della prima esperienza lavorativa maturate alla Cail, dove si produceva materiale ferroviario. All'inizio dell'ultimo decennio del secolo, la produzione venne estesa anche ai motori a gas e a petrolio, che proprio in quegli anni stavano conoscendo una sensibile diffusione grazie all'avvento dell'automobile, che stava fornendo ulteriori sbocchi applicativi di questi motori, oltre agli allora consueti impieghi come motori stazionari. Da lì alla costruzione di un'automobile completa il passo fu breve: la prima vettura a marchio Delahaye vide la luce nel 1895, anno a cui si fa risalire la nascita della Delahaye come casa automobilistica. Generalmente, nel periodo pionieristico dell'automobile, i primi modelli prodotti dalle varie case automobilistiche che con più o meno successo si dedicarono alla produzione di "carrozze motorizzate" venivano battezzati con la prima lettera dell'alfabeto o con numeri in ordine crescente. La Delahaye non fece eccezione ed entrò a far parte della seconda categoria quando lanciò sul mercato la Type 1.

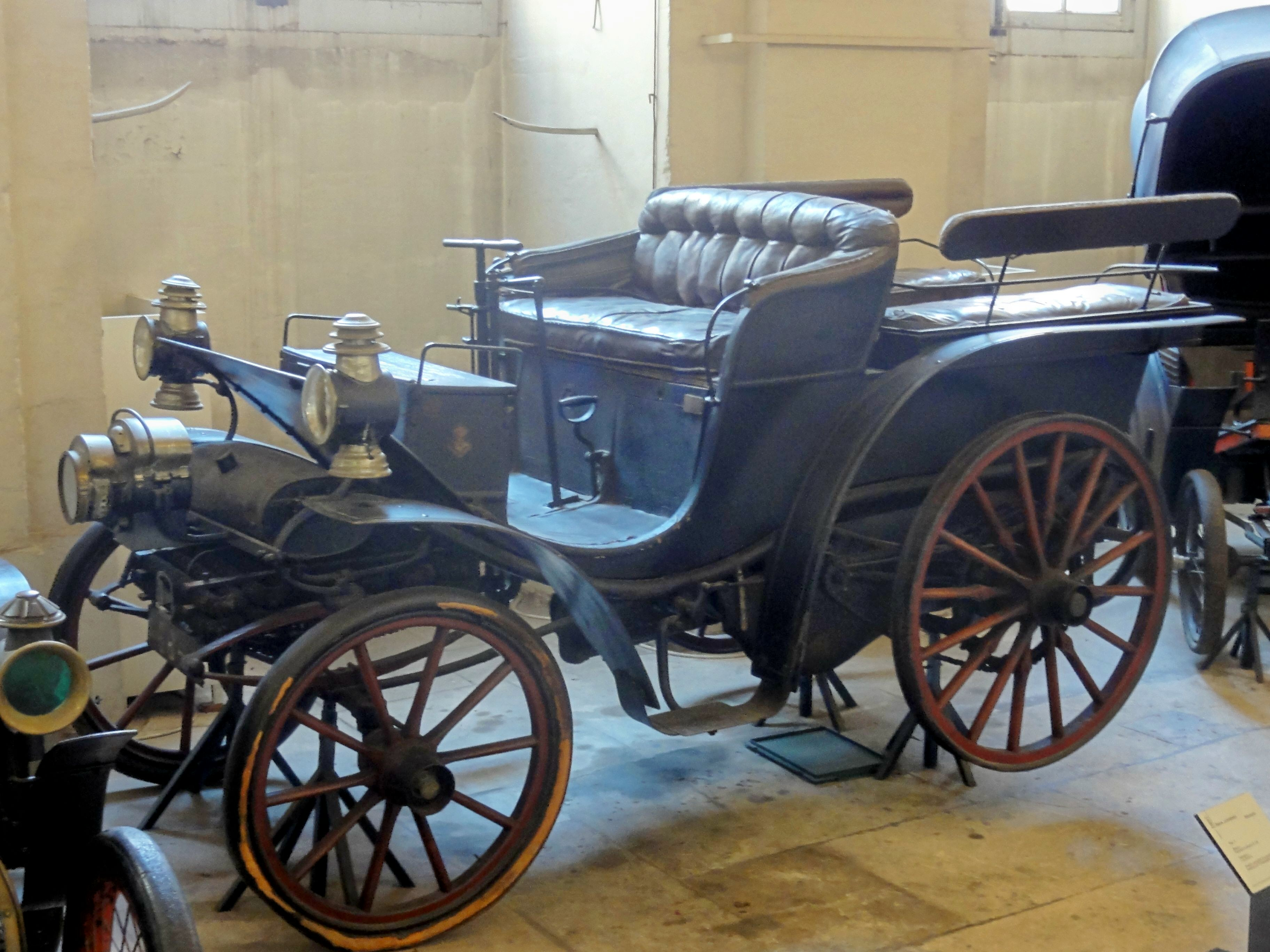
La Type 1, prima Delahaye prodotta dalla casa di Tours

Le primissime vetture della casa francese, ancora rassomiglianti alle carrozze a cavallo, montavano motori monocilindrici o bicilindrici ed avevano un particolare cambio a cinghia e pulegge collegate tramite un albero al motore, una di queste era libera e si otteneva la posizione di folle e spostando la cinghia sulla seconda o terza puleggia si ottenevano i due rapporti di marcia mentre la trasmissione meccanica finale era a catena. A differenza di molti altri costruttori di quel periodo, che almeno nei primi tempi equipaggiavano le proprie vetture rifornendosi presso costruttori motoristici terzi, la Delahaye produsse da subito tutti i componenti, motore compreso. Non si trattava di vetture rivoluzionarie, ma si fecero notare per la loro qualità costruttiva, partecipando tra l'altro all'allora durissima corsa Parigi-Marsiglia-Parigi del 1896. A questa gara parteciparono due vetture Delahaye: una fu condotta dallo stesso Émile Delahaye e da un meccanico. La vettura terminò al decimo posto in classifica generale, ma al secondo posto di categoria. L'altra vettura fu invece condotta da Ernest Archdeacon, amico del patron della casa di Tours (nonché di altri imprenditori automobilistici dell'epoca, tra cui Peugeot e Serpollet), che riuscì anche a far meglio, conquistando il primo posto di categoria e il settimo in classifica generale. Questi risultati comportarono una pubblicità molto positiva per la casa di Tours. Per questi motivi l'azienda crebbe e già nel 1898 venne trasferita a Parigi, divenendo una società partecipata anche da Georges Morane, fino a quel momento cliente Delahaye ed ora socio del fondatore Émile.
Purtroppo, però, per motivi di salute, già nel 1901 Émile Delahaye lasciò la conduzione dell'azienda, che passò così nelle mani dei soci Georges Morane e Léon Desmarais. Ad essi si unì come direttore tecnico anche un giovne fresco di studi, Charles Weiffenbach. Quanto ad Émile Delahaye, si ritirò in una villa in Costa Azzurra, dove morì nel 1905. Con la sua scomparsa si concluse il primo capitolo della storia della Delahaye.

### Il periodo della Belle Époque
L'ascesa di Weiffenbach al vertice dell'azienda diede un ulteriore impulso alla Delahaye, la cui nuova ragione sociale mutò come Société des Automobiles Delahaye, Léon Desmarais et Georges Morane successeurs. Subito dopo il cambio di gestione, la Delahaye sostituì le trasmissioni a cinghia con quelle a catena e fece debuttare i suoi primi motori a 4 cilindri, più moderni e soprattutto montati anteriormente anziché posteriormente com'era stato fino a quel momento. In quel periodo la Delahaye cominciò ad occuparsi anche della costruzione di camion, mezzi agricoli, autopompe e veicoli per uso militare. Non solo, ma la maggior parte dei proventi della casa francese derivò proprio da tale attività, basti pensare che nel settore dei veicoli antincendio riuscì ad ottenere quasi un monopolio, talmente erano apprezzati i suoi veicoli. Rimasero comunque in produzione anche motori bicilindrici, montati sia su autovetture come la 10B sia sui primi camion a marchio Delahaye, come ad esempio il Type 15D. Questi ultimi due esempi montavano fra l'altro lo stesso bicilindrico da 2,2 litri. Nel 1903 la Delahaye abbandonò l'attività sportiva per dedicarsi esclusivamente al trasporto stradale, mentre nel 1905 lanciò la sua prima autovettura di lusso, la Type 27, equipaggiata con un grosso quadricilindrico da 8 litri. L'anno seguente vi fu invece il lancio della 28A, prima Delahaye con trasmissione a giunto cardanico, equipaggiata con un motore bicilindrico da 1,5 litri. La trasmissione a giunto cardanico venne utilizzata in quegli anni quasi esclusivamente nelle autovetture, mentre nei camion si continuò ad utilizzare la trasmissione a catena, ritenuta più robusta e quindi più adatta a motori particolarmente ricchi di coppia motrice. Risale al 1911 il debutto della Type 44, prima Delahaye equipaggiata con motore a 6 cilindri.
Durante l'effervescente periodo della Belle Époque, la produzione si estese anche ai motori per uso nautico: il motore di punta di quegli anni fu un enorme quadricilindrico da ben 70 litri ed in grado di erogare ben 300 CV, una potenza enorme per quegli anni, se si pensa che le vetture da record di velocità montavano motori intorno ai 200 CV. Intanto la casa cercò di evolvere la sua attività anche in altri settori non direttamente connessi con la produzione industriale pura e semplice: una delle idee di Weiffenbach fu quella di creare una sorta di associazione comprendente tutte le case automobilistiche francesi, in maniera tale da uniformare la componentistica ed abbattere così i costi di produzione. Gli esiti iniziali erano buoni, ma si spensero con l'arrivo della guerra.

### Gli anni della prima guerra mondiale
Con lo scoppio della Prima Guerra Mondiale, anche la Delahaye, come molti altri costruttori, fu costretta a convertire la propria produzione alla causa bellica, ed in particolare alla produzione di proiettili, arrivando anche ad un ritmo di 12.000 pezzi al giorno. Continuarono ad essere prodotti anche i camion, dei quali il Type 59 venne particolarmente apprezzato per le sue doti di robustezza, così importanti per i compiti a cui venne chiamato in quegli anni assai difficili. In un secondo momento, sempre durante la guerra, la Delhaye venne chiamata a produrre anche motori aeronautici Hispano-Suiza su licenza. Anche in questo caso, pur non trattandosi di motori di propria progettazione, la Delahaye mise tutta la sua esperienza per rendere ancora più affidabili i V8 Hispano-Suiza, guadagnandone in reputazione, un aspetto che venne mantenuto anche dopo la cessazione del conflitto, quando si trattò di riconvertirsi alla produzione civile.

### I ruggenti anni '20

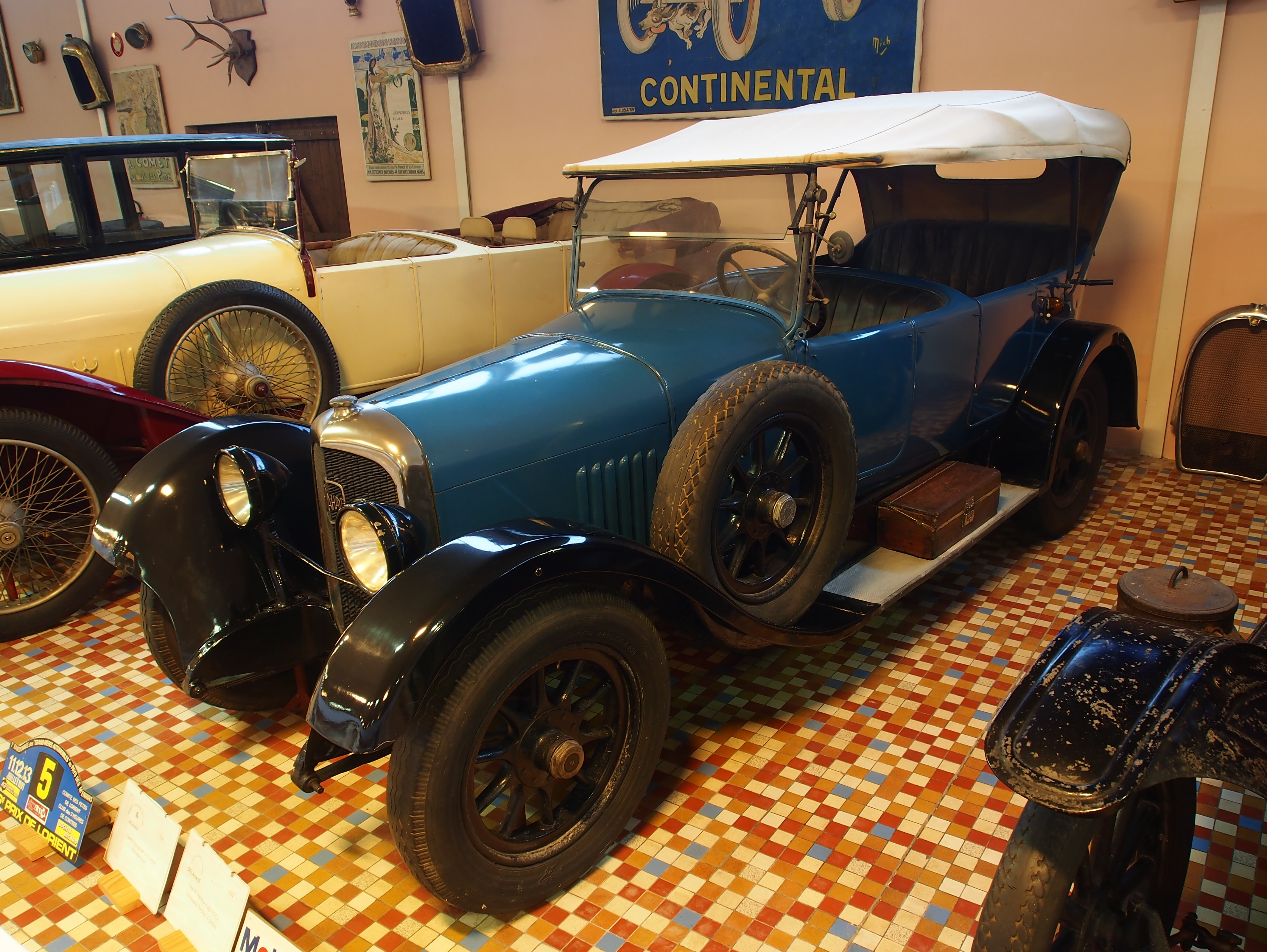
Una Type 87, uno dei modelli Delahaye più apprezzati degli anni '20 del secolo scorso

Alla fine della guerra, una volta ultimato il processo di riconversione della produzione, Charles Weiffenbach tornò ad occuparsi anche del progetto relativo alla creazione di un'unione fra costruttori allo scopo di realizzare accordi per forniture di componenti in comune e di ottenere condizioni economiche più vantaggiose per tutti. Purtroppo quest'ultimo progetto fu destinato ad arenarsi ben presto a causa dello spirito individualista di ogni singolo costruttore. Un vero peccato, perché, come la storia della tedesca Auto Union insegnerà, un analogo sodalizio francese avrebbe dato maggiori possibilità a tutti di attraversare le difficoltà finanziarie che si sarebbero presentate all'inizio degli anni '30 del XX secolo in seguito agli effetti della Grande depressione. In ogni caso, non tutti i costruttori si dimostrarono refrattari a tale iniziativa: la Delahaye riuscì infatti a stringere accordi con piccoli costruttori come Chaigneau-Brasier, Rosengart, De Bazelaire e Chenard & Walcker, con i quali cominciò una sorta di joint venture per la produzione di auto ed autocarri. Quanto alla produzione automobilistica, Charles Weiffenbach decise di orientare la produzione automobilistica nel settore delle vetture di lusso. Lo stesso direttore tecnico della Delahaye, forte delle nuove tecniche produttive apprese dal panorama statunitense, in particolare quella della produzione in catena di montaggio, riuscì a dare un ulteriore, significativo impulso produttivo, imprimendo un'enorme accelerazione alla produttività della casa francese. Nel 1921 venne lanciata la Type 87, una vettura di cilindrata non molto elevata in rapporto ai propositi produttivi della casa parigina, ma caratterizzata da una cura costruttiva e da un'affidabilità tali da farne uno dei modelli francesi più apprezzati nella sua fascia e nella sua epoca, anche se dotata di soluzioni tecniche ormai datate, come ad esempio la frizione a cono. Per questo, nel 1924 le venne affiancata la Type 97, una versione tecnicamente più evoluta e dotata fra l'altro di freni anche all'avantreno (fino a quel momento tutte le Delahaye, Type 87 compresa, erano dotate di impianto frenante agente solo sul retrotreno e sulla trasmissione.

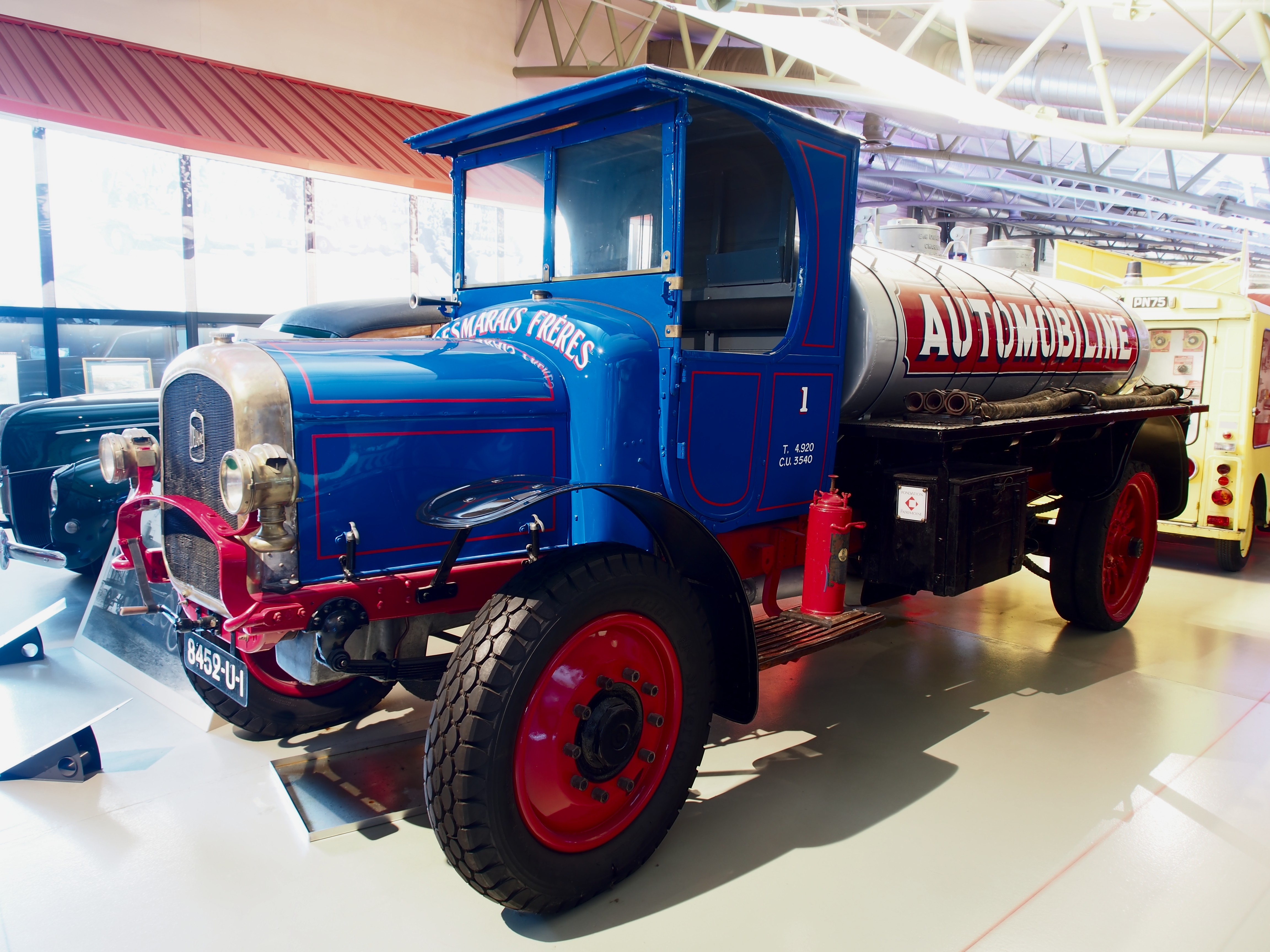
Un camion Type 85 del 1924

Nel frattempo, la collaborazione con gli altri costruttori francesi funzionò, ma solo per la produzione di autocarri, mentre non si rivelò particolarmente efficace nella produzione automobilistica, settore in cui, anzi, la stessa Delahaye finì per perdere un po' del suo smalto. Per questo motivo la Delahaye tornerà a produrre automobili in proprio a partire dal 1932. Alla fine di quel decennio, la gamma Delahaye fu così composta:
- Type 109: vettura da 9 CV fiscali con motore da 1496 cm3;
- Type 102M: vettura da 12 CV fiscali con motore da 2650 cm3;
- Type 108: vettura da 14 CV fiscali con motore da 2470 cm3.

Una particolarità della Type 108 stava nella misura della corsa, pari a 107 mm, un valore che da quel momento in avanti verrà gradualmente uniformato in tutta la produzione Delahaye e per i successivi vent'anni.

### Gli anni '30: crisi e ritorno alle competizioni
Per ridare lustro all'immagine della Delahaye, Charles Weiffenbach assunse un giovane ingegnere fresco di studi, Jean François, grazie al quale si tornò a progettare vetture degne della miglior tradizione del marchio Delahaye. Fu proprio in quei primissimi anni '30 che venne imbastito il progetto relativo alla futura 135, il modello Delahaye in assoluto più famoso di sempre. Nel frattempo, la gamma fu oggetto di un'ulteriore evoluzione e nel 1933 i modelli 122, 134 e 138 andarono a costituire la nuova gamma Delahaye. Questa volontà di rinnovamento, unita agli utili derivanti dalle vendite ottenute nel decennio precedente, permise alla Delahaye di affrontare degnamente la crisi economica dei primi anni '30. L'acquisto della Brasier avvenuto sempre nel 1933, permise alla Delahaye di disporre di un nuovo stabilimento per la costruzione di camion. Anche in quest'ultimo settore, la casa francese volle tornare ad imporsi in maniera più decisa e già nel 1931 lanciò il nuovo Type 103, disponibile sia con un motore 6 cilindri a benzina, sia successivamente anche con un motore diesel da 10 litri prodotto su licenza Fiat. Si tratta del primo motore a gasolio proposto dalla Delahaye. Quanto all'unità a benzina prevista per questo camion, da essa derivò una versione più performante e adatta ad una vettura stradale, ossia quello stesso motore montato sotto il cofano della già citata 138. Essa rappresenterà il debutto della Delahaye in quella fascia di mercato rappresentata dalle vetture di lusso dal carattere sportivo, quelle che oggigiorno vengono definite "premium". 

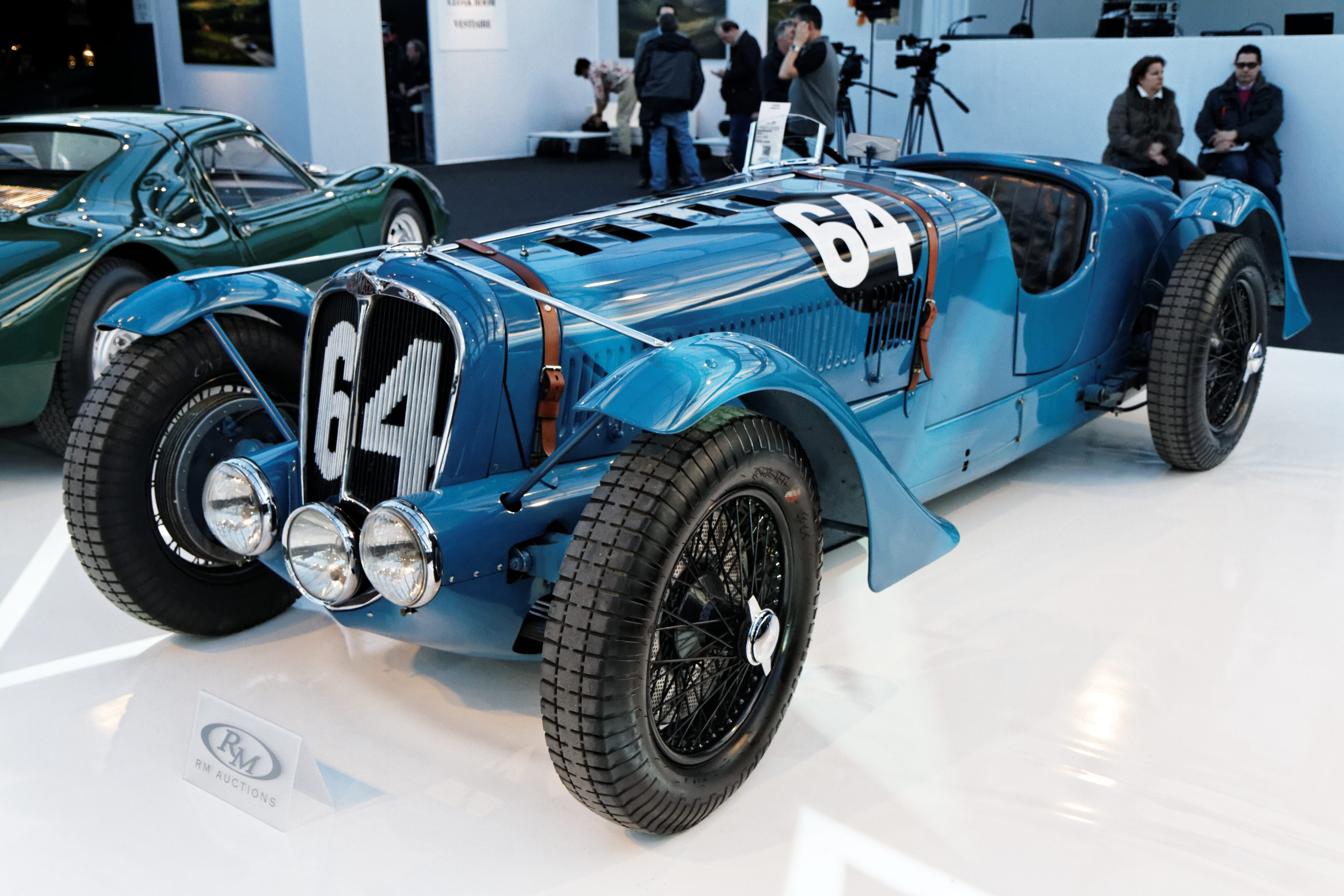
Una 135 S da competizione

Proprio il debutto della 138 diede un ulteriore impulso allo sviluppo della celebre 135, mentre Charles Weiffenbach, su consiglio dell'amico Ettore Bugatti, si trovò a considerare l'idea di un ritorno nelle competizioni. Già in quello stesso 1933, quindi, sulla base della "piccola" 122 venne realizzata una sport biposto impiegata in alcune competizioni di prestigio, mentre una 138 con carrozzeria profilata stabilì a Montlhéry il record delle 48 ore percorrendo 8.464,084 km in due giorni ad una media di 176,294 km/h.
Il 1935, oltre a vedere il lancio della 135 (di fatto un'evoluzione della già notevole 138), vide anche la Delahaye rilevare il marchio Delage, che si trovava in crisi a causa della crisi finanziaria sviluppatasi pochi anni prima: in questo modo poté attingere dalle valide soluzioni tecniche della casa di Levallois che in passato le avevano fatto conquistare un'enorme fama in campo sportivo, e così anche la Delahaye poté togliersi alcune soddisfazioni in tal senso, per esempio al rally di Montecarlo del 1937 ed alla 24 Ore di Le Mans nel 1938. Artefice di tali successi fu soprattutto la 135, la cui base meccanica venne sfruttata per ottenerne delle valide vetture da competizione. Le Delahaye ottennero successi significativi prevalentemente nelle gare di durata, ma quasi mai nei Gran Premi, dove invece furono i costruttori tedeschi, Mercedes-Benz e Auto Union in primis, a detenere un monopolio quasi esclusivo. Riuscirono comunque spesso ad ottenere piazzamenti assai significativi.
I tardi anni '30 videro l'apice dello stile flamboyant in Francia: le Delahaye furono oggetto di alcune tra le più notevoli interpretazioni da parte dei migliori carrozzieri specializzati in tale stile, come Saoutchik e Figoni & Falaschi. Ne scaturirono esemplari unici con carrozzerie ardite, dotate di profili molto aerodinamici, a goccia. Nello stesso periodo venne lanciata la più performante Delahaye di sempre, ossia la 145, equipaggiata con un motore V12 da 4,5 litri e 240 CV. Tale modello, molto esclusivo e costoso, venne prodotto in appena 12 esemplari fra il 1937 e il 1940, ma fu anche impiegato in ambito sportivo dove fra l'altro riportò alcune delle rare vittorie ottenute dalla Delahaye in un Gran Premio, vale a dire la vittoria al Gran Premio di Pau e quella al Gran Premio di Cork, entrambe ottenute nel 1938 e con René Dreyfus al volante. L'anno prima, a Montlhéry, ancora Dreyfus batté il record di velocità sui 200 km: la sua 145 coprì tale distanza alla media di 146,654 km/h. Il premio in palio per tale exploit fu di un milione di franchi.

### Dagli anni bui della Seconda Guerra Mondiale alla fine dell'attività

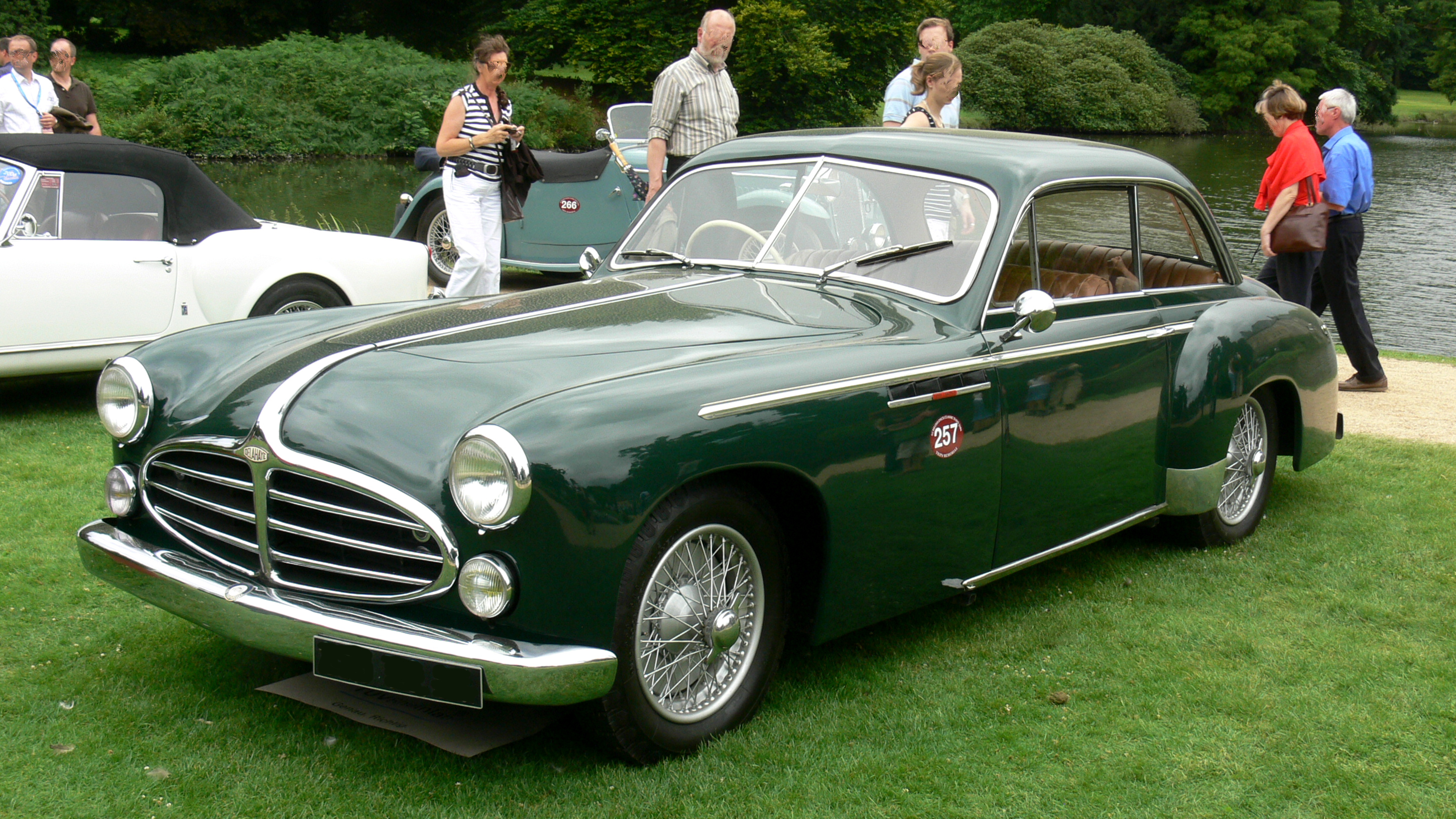
La 235 fu l'ultimo modello di autovettura a recare il marchio Delahaye

Lo scoppio della Seconda Guerra Mondiale vide nel giro di nove mesi l'occupazione della Francia da parte dell'esercito tedesco e la nascita del governo-fantoccio di Vichy: durante l'occupazione tedesca, lo stabilimento Delahaye di rue de Banquier venne requisito e costretto ad esercitare l'attività di riparazione autocarri. Al termine del conflitto, con la Francia semidistrutta, venne attuato il cosiddetto piano Pons, un piano quinquennale per la redistribuzione delle attività industriali in campo automobilistico ed evitare il più possibile fenomeni di concorrenza in quei primi anni allo scopo di agevolare il mercato in ogni segmento e portare risorse finanziarie alle provate case automobilistiche coinvolte. Alla Delahaye venne affidato il compito di produrre autocarri e vetture di lusso destinate prevalentemente all'esportazione. I modelli riproposti nell'immediato secondo dopoguerra furono la 135, la 134 e la 148, ossia modelli con motori a 6 cilindri. I modelli equipaggiati con motori V12 vennero invece abbandonati. Nel 1947 la 134 scomparve dal listino, lasciando spazio solo alla 135 e alla 148. Per quanto riguarda la produzione di autocarri, l'attività fu più febbrile, data l'estrema necessità di questo tipo di veicoli in un contesto storico che vedeva un intero paese da ricostruire. Ma soprattutto, la Delahaye progettò e realizzò uno dei primissimi fuoristrada francesi, ossia il VLR, lanciato nel 1951 e prodotto fino al 1954 in oltre 9.600 esemplari. Ma se questo settore conobbe un buon successo di mercato, quello delle automobili stentò parecchio: le Delahaye erano infatti basate su tecnologie ormai superate, le architetture a telaio separato stavano infatti ormai cedendo il passo a modelli a scocca portante, più leggeri e performanti a parità di motore, ma anche più sicuri su strada grazie alla loro struttura che univa rigidità e leggerezza. A poco servì far evolvere la 135 nei modelli 175 (con motore portato a 4,5 litri di cilindrata) e 235 (con motore della 135 ma con carrozzeria di tipo ponton). E a poco servirono anche le partecipazioni della Delahaye ad alcune competizioni sportive, in alcuni casi ottenendo anche risultati di rilievo.
Fu così che nel 1954 la casa francese fu rilevata dalla Hotchkiss, andando così a costituire il gruppo Hotchkiss-Delahaye. In realtà, il nome Delahaye verrà utilizzato solo per brevissimo tempo, destinato unicamente alla produzione di autocarri, e comunque, già alla fine di quello stesso anno, il marchio Delahaye cessò di essere utilizzato. Nel 1956, la Brandt rilevò il gruppo Hotchkiss-Delahaye trasformandolo in Hotchkiss-Brandt, sancendo così la scomparsa definitiva del marchio Delahaye anche dal nome del gruppo preesistente.